# Chogolungma-Gletscher
Der Chogolungma-Gletscher (alternative Schreibweise: Chogo-Lungma-Gletscher) befindet sich im südwestlichen Karakorum im pakistanischen Sonderterritorium Gilgit-Baltistan.

## Lage
Der Chogolungma-Gletscher hat eine Länge von 45 km.
Er strömt in südöstlicher Richtung. Er trennt die nördlich gelegenen Spantik-Sosbun-Berge von den Rakaposhi-Haramosh-Bergen im Süden. Das Einzugsgebiet des Chogolungma-Gletschers wird von den Bergen Kupultan Kung, Paraber, Haramosh II und Laila Peak im Süden, dem Malubiting-Mittelgipfel im Westen sowie dem Spantik und dem Bukpun im Norden flankiert. Der Gletscher endet bei der Siedlung Arandu. Der Chogolungma-Gletscher speist den Basha, den rechten Quellfluss des Shigar-Flusses. Der Haramoshgletscher mündet von Südwesten kommend in den Chogolungma-Gletscher. Weitere Tributärgletscher sind auf der Südseite der Östliche Haramoshgletscher, der Westliche und der Östliche Marpoh-Gletscher, Ghemeduk Gans und Niamul Gans sowie auf der Nordseite Basin-, Morain- und Boluchogletscher.
Folgende Gebirgspässe bilden Zugänge zum Chogolungma-Gletscher: Haramosh La (5120 m) im Südwesten, Polan La (5840 m) im Westen sowie Bolucho La (5060 m) im Nordosten.